# 貝利敦 (阿拉巴馬州)
貝利敦（英語：Baileytown）是一個位於美國阿拉巴馬州傑克遜縣的非建制地區。該地的面積和人口皆未知。

## 地理
貝利敦的座標為34°51′32″N 86°10′10″W / 34.85888°N 86.16944°W，而該地的平均海拔高度為520米（即1706英尺）。